# Catarina Martins
Catarina Soares Martins (ur. 7 września 1973 w Porto) – portugalska polityczka i aktorka teatralna, deputowana do Zgromadzenia Republiki, liderka Bloku Lewicy, posłanka do Parlamentu Europejskiego X kadencji.

## Życiorys
Absolwentka studiów humanistycznych na Universidade Aberta, magisterium z zakresu lingwistyki uzyskała na Uniwersytecie w Porto. Pracowała jako aktorka teatralna, zaczynając od występów w teatrze w Coimbrze. W 1994 współtworzyła grupę teatralną Visões Úteis, do 2009 była jej dyrektorką artystyczną. Pełniła też funkcję przewodniczącej Plateia, organizacji zawodowej zrzeszającej artystów.
Zaangażowała się w działalność polityczną w ramach Bloku Lewicy. W 2009 uzyskała mandat posłanki do Zgromadzenia Republiki. Z powodzeniem ubiegała się o reelekcję w wyborach w 2011, 2015, 2019 i 2022.
Od 2012 była jednym z dwóch koordynatorów partii w ramach sześcioosobowego komitetu kierującego Blokiem Lewicy. W 2014 została jedyną koordynatorką tego ugrupowania, a w 2016 – po reorganizacji struktury partyjnej – samodzielną liderką Bloku Lewicy. Formacją tą kierowała do 2023, kiedy to zastąpiła ją Mariana Mortágua. W tym samym roku zrezygnowała z mandatu poselskiego. W 2024 została wybrana w skład Europarlamentu X kadencji. W tym samym roku objęła funkcję współprzewodniczącej nowo powstałej europejskiej partii politycznej pod nazwą Europejski Sojusz Lewicy dla Ludzi i Planety.